# Ribčev Laz
Ribčev Laz je naselje v Občini Bohinj, ki leži v območju Triglavskega narodnega parka na vzhodnem bregu Bohinjskega jezera.
Pretežni del naselja sestavljajo počitniške hiše ter nekaj hotelov in počitniških domov. Ob jezerski obali je pristan za turistično ladjo ter naravna plezalna stena. Jugovzhodno od naselja leži nasip nekdanje bohinjske železnice ter taborniški prostori za taborjenja.